# Hieracium barrelieri
Hieracium barrelieri es una especie de planta con flor del género Hieracium, de la familia Asteraceae, orden Asterales.

## Distribución
Hieracium barrelieri se distribuye por Italia.

## Taxonomía
Fue descrita científicamente por Gottschl., Raimondo, Greuter & Di Grist. Fue publicada en Phytotaxa 208: 71 (2015).